# Toyota Gazoo Racing Europe
Эта статья о Европейском гоночном подразделение Toyota. О команде выступающей в чемпионате мира по ралли см. Toyota Gazoo Racing WRT. О гоночном подразделении выступающем в чемпионате мира по ралли-рейдам см. Toyota Gazoo Racing South Africa. О бывшей команде Формулы-1 см. Тойота (команда Формулы-1).
Toyota Gazoo Racing Europe GmbH (TGR-E) (до 2020 года — Toyota Motorsport GmbH (TMG)) — подразделение компании Toyota, базирующееся в Кёльне, Германия. На заводе площадью 30 000 м² работают около 200 человек, которые представляют автоспортивную компанию Toyota и обеспечивают обслуживание клиентов.
TMG отвечала за европейскую сборную Toyota (TTE), и занималась автомобилями Toyota, принимавшими участие в Чемпионатах мира по ралли, начиная с 1970-х и до 1990-х годов. Кроме того, с 1994 года, TMG разработала тюнинг для дорожных автомобилей и выпускала различные спортивные аксессуары. В 1999 году компания прекратила участие в ралли для того, чтобы подготовиться к переходу на Формулу 1 в 2002 году. С 2002 по 2009 года, TMG принимала участие в Формуле 1 под названием команды Panasonic Toyota Racing, начиная с Гран-При 139. За эти годы их автомобили заканчивали заезды на подиуме 13 раз, набрав в общей сложности 278,5 очков. На 4 ноября 2009 года Toyota объявила о своем выходе из Формулы 1.
Эти спортивные автомобили также участвовали в гонке 24 часа Ле-Мана в 1998 и 1999 годах, при этом автомобиль Toyota GT-One в 1999 году финишировал на 2-м месте. TMG вернулась в автоспорт в качестве эксклюзивного поставщика двигателей для прототипов Lola Cars команды Rebellion Racing начиная с 2011 года.

## История участия в ралли
TTE фактически появилась в Лондоне в 1972 году, когда представители Toyota и Уве Андерссон, победитель ралли Монте-Карло в 1971 году, решили, что он должен водить Toyota Celica на ралли Великобритании осенью того же года. Андерссон пришел девятым, опередив другие японские топ-команды, которые, в основном, работали с Datsun 240Z.
Автомобиль Toyota Celica приходилось постоянно транспортировать из Японии на европейские события, что не было хорошо для автомобиля, поэтому Андерссон открыл свою мастерскую, Andersson Motorsport, которая стала первой европейской командой Toyota. Она была основана в 1973 году и изначально базировалась в мастерской в шведском городе Уппсала. Вскоре после этого она переехала в Брюссель. С этого момента основными автомобилями, выступавшими на крупных мероприятиях в Европе, с некоторой поддержкой из Японии, были Corolla и Celica. А команда стала называться Toyota Team Europe (TTE).
TTE начала работу в феврале 1975 года. В августе этого года, Ханну Миккола принёс первую победу для TTE, выиграв ралли 1000 озёр на автомобиле Corolla 1600, при том, что конкуренты использовали двухлитровые двигатели.
В 1979 году TTE перевели 11 из 20 рабочих из Брюсселя в Кёльн, где была создана Toyota Allee. Впервые была использована Celica Turbo, и TTE победила на следующих двух ралли Сафари.
В сентябре 1987 года, TTE переехал в более просторное помещение, в котором они и базируются. В это же время был представлен их первый полноприводный автомобиль, Toyota Celica GT-Four, управляемый Юха Канккуненом и Кеннет Эрикссоном. Карлос Сайнс победил на чемпионате мира по ралли 1990 года с автомобилем ST165. Новый GT-Four, ST185, дебютировал на ралли Монте-Карло в 1992 году, снова с победой Сайнса в этом году. ST185 также победила среди водителей и производителей в 1993 году с Юха Канккуненом, и в 1994 году с Дидье Ориоль.
В 1993 году Toyota купила TTE и переименовала в Toyota Motorsport GmbH (TMG). С этого времени, в новом подразделении Toyota, Toyota Motorsport, было занято 300 человек из 17 стран.
В 1995 году TTE была дисквалифицирована на 12 месяцев от Чемпионата мира по ралли (WRC) за обман при проектировании запрещённого изменения системы турбонаддува на автомобиле ST205.
В 1996 и 1997 годах, несмотря на отсутствие работы команды в связи с запретом, она появилась в 1996 году, TTE поддерживала Celica ST205 выступавшие в командах Italian HF Grifone Team, Toyota Team Sweden, Marlboro Toyota Team Belgium и Tein Sport на некоторых мероприятиях WRC, до появления Corolla WRC на ралли Финляндии в 1997 году. С возвращением в WRC в 1998 году, были использованы Corolla WRC с экипажами Карлос Сайнс/Луис Мойе и Дидье Ориоль/Дени Жироде. Они закончили сезон на втором месте в общем зачете в чемпионатах пилотов и конструкторов.

## История спортивных гоночных автомобилей
Toyota и подразделение разработали спортивные гоночные автомобили Toyota GT-One и Toyota TS030 Hybrid. GT-One участвовал в гонке 24 часа Ле-Мана в 1998 и 1999 годах, TS030 Hybrid дебютировал в 2012 году.

### GT-One
Представленная во время гонок Ле-Мана в 1998 году, модель GT-One впервые появилась на официальных тестовых днях, которые проходили в мае. Три автомобиля GT-One имели 2-е, 5-е и 10-е лучшее время, легко обойдя кастомные прототипы. Все три машины прекрасно проявили себя в квалификации, поддерживали быстрый темп, на отборочных заездах показали 2-е, 7-е и 8-е лучшее время, обойдя конкурентов в классе GT, в частности, Mercedes-Benz. GT-One под номером 28 пострадал в аварии на высокой скорости. Два других автомобиля продолжили борьбу войдя в ТОП-10. Однако, в последние часы, GT-One под номером 29 вышел из борьбы в результате отказа коробки передач. Таким образом, Toyota осталась с одним автомобилем под номером 27, который занял 9-е место в гонке, первым же пришел Porsche 911 GT1.
В 1999 году гонка 24 часа Ле-Мана для Toyota началась с отказа от шин Michelin, ситуация напоминала 1998 год, когда автомобили № 1 и № 2 сошли с дистанции. Мартин Брандл на автомобиле № 1 проколол шину на высокой скорости на трассе Mulsanne Straight, задняя подвеска автомобиля была сильно повреждена и он не смог самостоятельно вернуться в боксы. 2-й автомобиль под управлением Тьерри Бутсена также попал в аварию, после которой автомобиль был уничтожен, а Бутсен ушел из автоспорта. Уже на рассвете, BMW по номером 15 был почти на целый круг впереди от 3 автомобиля Toyota, двигаясь в устойчивом темпе. Автомобиль под управлением Укио Катаямы, догоняя BMW, проехал самый быстрый круг в гонке. Он сократил разрыв до менее, чем одной минуты, но в этот момент снова произошёл прокол покрышки. Укио смог вернуться в боксы за новыми шинами и продолжил гонку. Ему удалось финишировать вторым, при этом заняв первое место в классе GT-P. Не было победы и в общем зачете, которая могла бы сделать команду второй японской с победой в общем зачёте (Mazda была первой в 1991 году).
GT-One участвовал в гонках ещё один раз, в 1999 году на Le Mans Fuji 1000 km. Хотя на мероприятии, в большинстве своем, участвовали японские команды, компании Toyota все-таки пришлось соревноваться против Nissan, который участвовал с автомобилем R391. В итоге, GT-One занял 2 место, отдав один круг и победу R391.
Программа GT-One в 2000 году была остановлена, и Toyota переорганизовала TTE в новую команду Toyota F1. Это означало конец деятельности Toyota в гонках Ле-Мана, к которым она вернется десять лет спустя.

### Toyota TS030 Hybrid
В октябре 2011 года, Toyota объявило о своём возвращении в Ле-Ман в сезоне 2012 года, с гибридным Ле-Мановским прототипом, спортивным бензиновым двигателем похожим на установленный в кастомном P1. Автомобиль участвовал в первом сезоне Чемпионата мира по гонкам на выносливость, хотя и пропустил первую часть серии.
Toyota потерпела серьезную неудачу в конце апреля предотвратив дебют автомобиля в 2012 году на гонке 1000 км Спа, но успела подготовить TS030 к Ле-Ману. К сожалению, обе машины не закончили гонку: автомобиль по номером 8, на котором ехал Энтони Дэвидсон, пострадал в массовой аварии с Ferrari 458 (Дэвидсона получил компрессионный перелом позвоночника), а автомобиль под номером 7 врезался в DeltaWing и выбыл с отказавшим двигателем.
Toyota продолжает принимать участие в оставшейся части сезона WEC с одним автомобилем, собрав 3 победы, в том числе на гонках 6 часов Фудзи.
В 2013 году на 24 часа Ле-Мана Toyota заняла в четвёртый раз второе место, на автомобиле Toyota TS030 управляемым Стефаном Сарразаном, Энтони Дэвидсоном и Себастьеном Буэми.
Toyota закончила сезон WEC на 2-м месте, взяв две победы на Фудзи и Шанхае.

### Toyota TS040 Hybrid
В октябре 2013 года Toyota объявила о продолжении участия в гонках на Чемпионате мира на выносливость в 2014 году. Для соответствия новым правилам 2014 года, Toyota представила свой новый автомобиль, Toyota TS040 Hybrid. Автомобиль использует подобную гибридную систему TS030 Hybrid, но имеет дополнительный суперконденсатор спереди, для возможности получения временного полного привода.